# Гаврилов, Виктор Иванович
Ви́ктор Ива́нович Гаври́лов (22 ноября 1862, Москва — 25 января 1918, Киев) — русский генерал-майор, начальник Николаевского военного училища.

## Биография
Православный. Окончил лицей цесаревича Николая.
Вступил в военную службу в 1888 году, окончил курс Московского пехотного юнкерского училища (1890), был выпущен в 130-й пехотный Херсонский полк. Окончил Николаевскую академию Генштаба (по первому разряду, 1896).
Чины: подпоручик (1890), поручик (1893), штабс-капитан (1896), капитан (1898), подполковник (1902), полковник (1906), генерал-майор (1914).
Состоял при Киевском военном округе.
Начинал старшим адъютантом штаба 42-й пехотной дивизии (1898—1900).
1899—1900 — цензовое командование ротой в 168-м пехотном Миргородском полку.
В 1900 был прикомандирован к Киевскому военному училищу в качестве преподавателя.
В 1904—1908 был начальником штаба Киевской крепости-склада.
1905 — цензовое командование батальоном в 130-м пехотном Херсонском полку.
Служил начальником штаба 9-й пехотной дивизии (1908—1909) и 42-й пехотной дивизии (1909—1911), командиром 10-го стрелкового полка (17.06.1911—11.09.1912).
С 1912 — командир 130-го пехотного Херсонского полка.
Участник Первой мировой войны.
В 1914—1917 — начальник 2-го Киевского военного училища.
В начале 1917 был назначен командиром бригады 3-й гренадерской дивизии, позднее — командующим 34-й пехотной дивизией.
25 января 1918 расстрелян отрядами Муравьева в Киеве после занятия города большевиками.

## Семья
Имел 2 детей, один из которых также был кадровым офицером.

## Награды
- Орден Святого Станислава 3-й ст. (1897)
- Орден Святой Анны 3-й ст. (1901)
- Орден Святого Станислава 2-й ст. (1903)
- Орден Святой Анны 2-й ст. (1906)
- Орден Святого Владимира 4-й ст. (1909)
- Орден Святого Станислава 1-й ст. (1915)